# Valeriana emmanuelii
Valeriana emmanuelii är en kaprifolväxtart som beskrevs av Jerzy Rzedowski, James Jim Alexander Calderón. Valeriana emmanuelii ingår i släktet vänderötter, och familjen kaprifolväxter. Inga underarter finns listade i Catalogue of Life.